# يكة درخت (باقران)
یکة درخت (بالفارسية: یکه درخت) هي مستوطنة تقع في إيران في قسم باقران الريفي.